# Schwimm- und Sportverein Ulm 1846 1980-1981
Questa voce raccoglie le informazioni riguardanti lo Schwimm- und Sportverein Ulm 1846 nelle competizioni ufficiali della stagione 1980-1981.

## Stagione
Nella stagione 1980-1981 l'Ulm, allenato da Jörg Berger, concluse il campionato di 2. Bundesliga al 5º posto. In Coppa di Germania l'Ulm fu eliminato al terzo turno dall'Eintracht Francoforte.

## Rosa
| N. |                     | Ruolo | Calciatore       |
| -- | ------------------- | ----- | ---------------- |
|    | Germania (bandiera) | P     | Walter Modick    |
|    | Germania (bandiera) | P     | Alex Pietsch     |
|    | Germania (bandiera) | D     | Günter Berti     |
|    | Germania (bandiera) | D     | Roland Boley     |
|    | Germania (bandiera) | D     | Walter Kubanczyk |
|    | Germania (bandiera) | D     | Helmut Meier     |
|    | Germania (bandiera) | D     | Jürgen Simon     |
|    | Germania (bandiera) | D     | Bernd Zimmermann |
|    | Germania (bandiera) | C     | Harald Forderer  |
|    | Germania (bandiera) | C     | Franz Heitzer    |
|    | Germania (bandiera) | C     | Reinhold Kramer  |

| N. |                     | Ruolo | Calciatore          |
| -- | ------------------- | ----- | ------------------- |
|    | Germania (bandiera) | C     | Uli Nußbaumer       |
|    | Germania (bandiera) | C     | Thomas Rohrbach     |
|    | Germania (bandiera) | C     | Siegfried Schneider |
|    | Germania (bandiera) | C     | Erich Steer         |
|    | Germania (bandiera) | A     | Josef Beller        |
|    | Germania (bandiera) | A     | Erich Kielwein      |
|    | Germania (bandiera) | A     | Werner Reich        |
|    | Germania (bandiera) | A     | Karl-Heinz Schrade  |
|    | Germania (bandiera) | A     | Harald Schwehr      |
|    | Germania (bandiera) | A     | Peter Szupak        |

## Organigramma societario
Area tecnica
- Allenatore: Jörg Berger
- Allenatore in seconda:
- Preparatore dei portieri:
- Preparatori atletici:

## Calciomercato

### Sessione estiva
| Acquisti | Acquisti        | Acquisti   | Acquisti |
| R.       | Nome            | da         | Modalità |
| -------- | --------------- | ---------- | -------- |
| A        | Werner Reich    | Friburgo   |          |
| C        | Franz Heitzer   | Norimberga |          |
| C        | Thomas Rohrbach | Olympiacos |          |

| Cessioni | Cessioni      | Cessioni    | Cessioni |
| R.       | Nome          | a           | Modalità |
| -------- | ------------- | ----------- | -------- |
| C        | Dieter Kohnle | Stoccarda   |          |
| C        | Jürgen Miles  | FV Biberach |          |

### Sessione invernale
| Acquisti | Acquisti | Acquisti | Acquisti |
| R.       | Nome     | da       | Modalità |
| -------- | -------- | -------- | -------- |

| Cessioni | Cessioni | Cessioni | Cessioni |
| R.       | Nome     | a        | Modalità |
| -------- | -------- | -------- | -------- |

## Risultati

### 2. Bundesliga

#### Girone di andata
| Ulma 5 agosto 1980 1ª giornata | Ulma    | 0 – 0 referto | Kickers Offenbach | Donaustadion (6 000 spett.)\| Arbitro: \| Stelzer \| |
| Arbitro:                       | Stelzer |               |                   |                                                      |

| Arbitro: | Andres |

|  |           |            |
|  | Marcatori | 38’ Szupak |

| Arbitro: | Jupe |

|                   |           |  |
| Sebert 75’ (rig.) | Marcatori |  |

| Arbitro: | Matheis |

|                                       |           |  |
| Schneider 27’ Schwehr 86’ Schrade 86’ | Marcatori |  |

| Arbitro: | Schmoock |

|                        |           |  |
| Stempfle 51’ Klein 55’ | Marcatori |  |

| Arbitro: | Ross |

|                                               |           |                |
| Szupak 18’ Kubanczyk 32’ (rig.) Schneider 67’ | Marcatori | 5’, 84’ Traser |

| Arbitro: | Kühne |

|                                |           |                                            |
| Histing 63’ (rig.) Demange 70’ | Marcatori | 41’ Steer 81’ Schwehr 90’ (rig.) Kubanczyk |

| Arbitro: | Gschwender |

|                      |           |  |
| Kubanczyk 27’ (rig.) | Marcatori |  |

| Arbitro: | Huster |

|                               |           |           |
| Bremer 13’, 14’ Schneider 34’ | Marcatori | 67’ Boley |

| Arbitro: | Schweiger |

|             |           |                  |
| Schwehr 35’ | Marcatori | 49’, 62’ Neumann |

| Arbitro: | Vielsack |

|                        |           |  |
| Reiß 19’ Dämpfling 21’ | Marcatori |  |

| Ulma 17 ottobre 1980 12ª giornata | Ulma | 0 – 0 referto | Hessen Kassel | Donaustadion (2 500 spett.)\| Arbitro: \| Kuhn \| |
| Arbitro:                          | Kuhn |               |               |                                                   |

| Arbitro: | Tritschler |

|                                 |           |           |
| Klein 25’ Jörg 37’ Katsaros 59’ | Marcatori | 84’ Meier |

| Arbitro: | Vielsack |

|                           |           |               |
| Schrade 6’ Reich 20’, 66’ | Marcatori | 54’ Griesbeck |

| Arbitro: | Theobald |

|                                        |           |                      |
| Aumeier 17’ Brinsa 49’ Leiendecker 80’ | Marcatori | 8’ Schwehr 58’ Reich |

| Arbitro: | Brehm |

|                          |           |                         |
| Heitzer 46’ Rohrbach 84’ | Marcatori | 57’ Käufling 90’ Malter |

| Arbitro: | Dellwing |

|                    |           |                                                  |
| Müllner 65’ (rig.) | Marcatori | 38’ (rig.), 82’ Rohrbach 50’ Nußbaumer 79’ Reich |

| Arbitro: | Scheffner |

|           |           |  |
| Reich 28’ | Marcatori |  |

| Arbitro: | Boos |

|            |           |                            |
| Gerber 69’ | Marcatori | 34’, 83’ Reich 60’ Schwehr |

#### Girone di ritorno
| Arbitro: | Wilhelmi |

|          |           |  |
| Höfer 5’ | Marcatori |  |

| Arbitro: | Röder |

|                  |           |                    |
| Schwehr 57’, 80’ | Marcatori | 49’ Linz 86’ Marek |

| Arbitro: | Schmidhuber |

|                     |           |          |
| Rohrbach 10’ (rig.) | Marcatori | 38’ Hein |

| Arbitro: | Föckler |

|          |           |                                 |
| Besl 50’ | Marcatori | 32’, 72’ Rohrbach 83’ Schneider |

| Arbitro: | Kühne |

|                                |           |  |
| Schneider 38’, 83’ Schwehr 48’ | Marcatori |  |

| Saarbrücken 14 febbraio 1981 25ª giornata | Saarbrücken | 0 – 0 referto | Ulma | Ludwigsparkstadion (6 500 spett.)\| Arbitro: \| Dellwing \| |
| Arbitro:                                  | Dellwing    |               |      |                                                             |

| Arbitro: | Binninger |

|                |           |          |
| Reich 41’, 60’ | Marcatori | 69’ Lenz |

| Arbitro: | Schumann |

|                         |           |  |
| Mattern 21’, 76’ (rig.) | Marcatori |  |

| Arbitro: | Michel |

|                                                    |           |  |
| Szupak 8’, 27’ Heitzer 36’ Berti 54’ Kubanczyk 67’ | Marcatori |  |

| Arbitro: | Hontheim |

|          |           |               |
| Hahn 76’ | Marcatori | 56’ Kubanczyk |

| Arbitro: | Ermer |

|                       |           |                    |
| Heitzer 58’ Reich 73’ | Marcatori | 5’ Reiß 13’ Binder |

| Kassel 4 aprile 1981 31ª giornata | Hessen Kassel | 0 – 0 referto | Ulma | Auestadion (12 000 spett.)\| Arbitro: \| Kinzinger \| |
| Arbitro:                          | Kinzinger     |               |      |                                                       |

| Arbitro: | Andres |

|                                  |           |          |
| Szupak 15’ Reich 77’ Schwehr 81’ | Marcatori | 58’ Jörg |

| Eppingen 15 aprile 1981 33ª giornata | Eppingen | 0 – 0 referto | Ulma | Hugo Koch Stadion (1 500 spett.)\| Arbitro: \| Glaw \| |
| Arbitro:                             | Glaw     |               |      |                                                        |

| Arbitro: | Vielsack |

|            |           |                 |
| Szupak 73’ | Marcatori | 46’ Leiendecker |

| Arbitro: | Sahner |

|  |           |               |
|  | Marcatori | 81’ Schneider |

| Arbitro: | Gschwender |

|                                              |           |  |
| Szupak 13’ Schneider 74’ Rohrbach 90’ (rig.) | Marcatori |  |

| Arbitro: | Stelzer |

|            |           |                         |
| Müller 35’ | Marcatori | 3’ Szupak 61’ Nußbaumer |

| Arbitro: | Brückner |

|               |           |  |
| Schneider 31’ | Marcatori |  |

### Coppa di Germania
| Arbitro: | Binninger |

|  |           |                                                |
|  | Marcatori | 39’ Heitzer 72’ Schneider 82’ (rig.) Kubanczyk |

| Arbitro: | Vielsack |

|                      |           |  |
| Kubanczyk 35’ (rig.) | Marcatori |  |

| Arbitro: | Aulenbacher |

|                                           |           |  |
| Hölzenbein 22’ (rig.) Lottermann 54’, 73’ | Marcatori |  |

## Statistiche

### Statistiche di squadra
| Competizione      | Punti | In casa | In casa | In casa | In casa | In casa | In casa | In trasferta | In trasferta | In trasferta | In trasferta | In trasferta | In trasferta | Totale | Totale | Totale | Totale | Totale | Totale | DR  |
| Competizione      | Punti | G       | V       | N       | P       | Gf      | Gs      | G            | V            | N            | P            | Gf           | Gs           | G      | V      | N      | P      | Gf     | Gs     | DR  |
| ----------------- | ----- | ------- | ------- | ------- | ------- | ------- | ------- | ------------ | ------------ | ------------ | ------------ | ------------ | ------------ | ------ | ------ | ------ | ------ | ------ | ------ | --- |
| 2. Bundesliga     | 47    | 19      | 11      | 7       | 1       | 37      | 15      | 19           | 7            | 4            | 8            | 22           | 24           | 38     | 18     | 11     | 9      | 59     | 39     | +20 |
| Coppa di Germania | -     | 1       | 1       | 0       | 0       | 1       | 0       | 2            | 1            | 0            | 1            | 3            | 3            | 3      | 2      | 0      | 1      | 4      | 3      | +1  |
| Totale            | 47    | 20      | 12      | 7       | 1       | 38      | 15      | 21           | 8            | 4            | 9            | 25           | 27           | 41     | 20     | 11     | 10     | 63     | 42     | +21 |

### Andamento in campionato
| Giornata  | 1  | 2 | 3  | 4 | 5  | 6 | 7 | 8 | 9 | 10 | 11 | 12 | 13 | 14 | 15 | 16 | 17 | 18 | 19 | 20 | 21 | 22 | 23 | 24 | 25 | 26 | 27 | 28 | 29 | 30 | 31 | 32 | 33 | 34 | 35 | 36 | 37 | 38 |
| --------- | -- | - | -- | - | -- | - | - | - | - | -- | -- | -- | -- | -- | -- | -- | -- | -- | -- | -- | -- | -- | -- | -- | -- | -- | -- | -- | -- | -- | -- | -- | -- | -- | -- | -- | -- | -- |
| Luogo     | C  | T | T  | C | T  | C | T | C | T | C  | T  | C  | T  | C  | T  | C  | T  | C  | T  | T  | C  | C  | T  | C  | T  | C  | T  | C  | T  | C  | T  | C  | T  | C  | T  | C  | T  | C  |
| Risultato | N  | V | P  | V | P  | V | V | V | P | P  | P  | N  | P  | V  | P  | N  | V  | V  | V  | P  | N  | N  | V  | V  | N  | V  | P  | V  | N  | N  | N  | V  | N  | N  | V  | V  | V  | V  |
| Posizione | 12 | 7 | 10 | 8 | 11 | 6 | 5 | 6 | 8 | 9  | 10 | 9  | 10 | 9  | 13 | 11 | 9  | 9  | 9  | 9  | 9  | 9  | 8  | 8  | 8  | 8  | 8  | 6  | 6  | 6  | 8  | 5  | 5  | 5  | 5  | 5  | 5  | 5  |

Legenda:

Luogo: C = Casa; T = Trasferta. Risultato: V = Vittoria; N = Pareggio; P = Sconfitta.

### Statistiche dei giocatori
| Giocatore     | 2. Bundesliga | 2. Bundesliga | 2. Bundesliga | 2. Bundesliga | Coppa di Germania | Coppa di Germania | Coppa di Germania | Coppa di Germania | Totale   | Totale | Totale      | Totale     |
| Giocatore     | Presenze      | Reti          | Ammonizioni   | Espulsioni    | Presenze          | Reti              | Ammonizioni       | Espulsioni        | Presenze | Reti   | Ammonizioni | Espulsioni |
| ------------- | ------------- | ------------- | ------------- | ------------- | ----------------- | ----------------- | ----------------- | ----------------- | -------- | ------ | ----------- | ---------- |
| J. Beller     | 17            | 0             | 1             | 0             | 0                 | 0                 | 0                 | 0                 | 17       | 0      | 1           | 0          |
| G. Berti      | 35            | 1             | 8             | 0             | 3                 | 0                 | 1                 | 0                 | 38       | 1      | 9           | 0          |
| R. Boley      | 35            | 1             | 2             | 0             | 3                 | 0                 | 0                 | 0                 | 38       | 1      | 2           | 0          |
| H. Forderer   | 8             | 0             | 0             | 0             | 1                 | 0                 | 0                 | 0                 | 9        | 0      | 0           | 0          |
| F. Heitzer    | 33            | 3             | 3             | 0             | 3                 | 1                 | 1                 | 0                 | 36       | 4      | 4           | 0          |
| E. Kielwein   | 1             | 0             | 0             | 0             | 0                 | 0                 | 0                 | 0                 | 1        | 0      | 0           | 0          |
| R. Kramer     | 7             | 0             | 0             | 0             | 1                 | 0                 | 0                 | 0                 | 8        | 0      | 0           | 0          |
| W. Kubanczyk  | 38            | 5             | 1             | 0             | 3                 | 2                 | 0                 | 0                 | 41       | 7      | 1           | 0          |
| H. Meier      | 25            | 1             | 2             | 0             | 3                 | 0                 | 0                 | 0                 | 28       | 1      | 2           | 0          |
| W. Modick     | 25            | 0             | 0             | 1             | 1                 | 0                 | 0                 | 0                 | 26       | 0      | 0           | 1          |
| U. Nußbaumer  | 29            | 2             | 1             | 0             | 2                 | 0                 | 0                 | 0                 | 31       | 2      | 1           | 0          |
| A. Pietsch    | 14            | 0             | 1             | 0             | 2                 | 0                 | 0                 | 0                 | 16       | 0      | 1           | 0          |
| W. Reich      | 25            | 11            | 4             | 0             | 1                 | 0                 | 0                 | 0                 | 26       | 11     | 4           | 0          |
| T. Rohrbach   | 28            | 7             | 0             | 0             | 3                 | 0                 | 0                 | 0                 | 31       | 7      | 0           | 0          |
| S. Schneider  | 29            | 8             | 5             | 0             | 2                 | 1                 | 0                 | 0                 | 31       | 9      | 5           | 0          |
| K. Schrade    | 18            | 2             | 2             | 0             | 3                 | 0                 | 0                 | 0                 | 21       | 2      | 2           | 0          |
| H. Schwehr    | 31            | 9             | 2             | 0             | 2                 | 0                 | 0                 | 0                 | 33       | 9      | 2           | 0          |
| J. Simon      | 0             | 0             | 0             | 0             | 0                 | 0                 | 0                 | 0                 | 0        | 0      | 0           | 0          |
| E. Steer      | 36            | 1             | 8             | 0             | 3                 | 0                 | 0                 | 0                 | 39       | 1      | 8           | 0          |
| P. Szupak     | 26            | 8             | 1             | 0             | 0                 | 0                 | 0                 | 0                 | 26       | 8      | 1           | 0          |
| B. Zimmermann | 28            | 0             | 2             | 0             | 3                 | 0                 | 0                 | 0                 | 31       | 0      | 2           | 0          |